# Messaoud Dris
Messaoud Redouane Dris é um judoca argelino. Competiu nos Jogos Olímpicos de Verão de 2024 em Paris, mas foi desclassificado contra o israelense Tohar Butbul.
Nos Jogos Mediterrâneos em Orã, eliminou Cullhaj (ALB) e depois Bayan (SYR) e na meia-final venceu no golden score por waza-ari com kata-guruma.